# Hervé (compositore)
Louis Auguste Florimond Ronger detto Hervé (Houdain, 30 giugno 1825 – Parigi, 3 novembre 1892) è stato un compositore e cantante francese.

## Biografia
Florimond Ronger detto Hervé è stato un cantante, compositore, librettista e impresario francese, considerato l'inventore del genere dell'Operetta a Parigi.
Hervé è nato a Houdain vicino Arras. Parzialmente spagnolo di nascita egli è diventato un giovane corista alla Chiesa di Saint-Roch (Parigi). Hervé è stato iscritto al Conservatoire national supérieur de musique et de danse de Paris studiando con Daniel Auber e all'età di quindici anni era in servizio come organista a Bicêtre e studente di canto nei teatri di provincia dove ha allenato la sua bella voce tenorile. Egli ha vinto un concorso nel 1845 per il prestigioso posto di organista presso la Chiesa di Saint-Eustache mentre svolgeva la carriera musicale teatrale.
Prima di diventare direttore musicale del Palais-Royal nel 1851, compose in un atto unico, un quadro lirico grottesco sul Don Chisciotte della Mancia intitolato Don Quichotte et Sancho Pança, concepito come un veicolo per l'attore baritono Desiré e messo in scena nell'Opéra National di Parigi di Adolphe Adam dove ha raggiunto un grande successo il 5 marzo 1848 nonostante la distrazione della Primavera dei popoli.
Nel 1849 avviene la prima assoluta dell'opera comica Les gardes-françaises al Teatro dell'Odéon di Parigi.
Nel 1852 avviene la prima assoluta di Roméo et Mariette con il libretto di Philippe François Pinel detto Dumanoir al Théâtre du Palais-Royal di Parigi.
Nel 1853 avviene la prima assoluta dell'operetta-vaudeville Les folies dramatiques nella Salle des Machines du Palais des Tuileries di Parigi.
Nel 1854 avviene la prima assoluta di La perle de l'Alsace al Théâtre des Folies-Concertantes di Parigi.
Hervé è stato il fondatore di una nuova era di operette francesi. Attraverso il suo Théâtre des Folies-Concertantes, un palcoscenico di un piccolo teatro diretto dal 1854 e per il quale ha scritto numerose operette divenendo il precursore del Théâtre des Bouffes-Parisiens di Jacques Offenbach ristrutturandolo il teatro come Théâtre des Folies-Nouvelles. I Folies Concertantes avevano il permesso solo spettacoli-concerti, con non più di due personaggi in un unico atto, incoraggiarono Hervé a sperimentare nuovi generi.
Nel 1855 ottiene il permesso di eseguire pantomime e opere comiche a 3 personaggi, avvengono le prime assolute di La belle créature con il libretto di Charles Bridault, di L'intrigue espagnole, di Latrouillat et Truffaldini con il libretto di Jules Petit ed Ernest Blum e di Le testament de Polichinelle con il libretto di Armand Montjoye e canta nella prima assoluta di Oyayaye, ou La reine des îles di Offenbach al Théâtre des Folies-Nouvelles.
Nel 1856 canta nella prima assoluta di Deux sous de charbon ou Le suicide de Bigorneau di Léo Delibes diretto da Offenbach e dirige la prima assoluta della sua opera comica Estelle et Némorin.
Nel 1857 avviene la prima assoluta della sua operetta Brin d'amour.
Nel 1858 avviene la prima assoluta della sua operetta Simple histoire al Théâtre Debureau di Parigi.
Nel 1862 avviene la prima assoluta di L'alchimiste nella Nouvelle Salle des Délassements-Comiques.
Nel 1863 avviene la prima assoluta della sua operetta Les toréadors de Grenade nel Théâtre du Palais-Royal di Parigi.
Nel 1864 avvengono le prime assolute della sua operetta buffa Le joueur de flûte e di La liberté des théâtres nel Théâtre des Variétés di Parigi e di La revue pour rire ou Roland à Ronceveaux nel Théâtre des Bouffes-Parisiens.
Nel 1865 avviene la prima di Une fantasia nel Théâtre des Variétés di Parigi e nel 1866 di Les chevaliers de la table ronde nel Théâtre des Bouffes-Parisiens.
Nel 1867 ebbe successo la prima di L'Œil crevé con Hortense Schneider nel Théâtre des Folies-Dramatiques.
Nel 1868 avviene la prima dell'opera buffa Trombolino nel Café-Concert de l'Eldorado di Parigi, il successo di Chilpéric con il libretto di Charles de Saint-Piat e Paul Renard nel Théâtre des Folies-Dramatiques e Le roi Amatibou nel Théâtre du Palais-Royal di Parigi.
Nel 1869 avviene la prima dell'opera buffa Le petit Faust e di Les turcs nel Théâtre des Folies-Dramatiques.
Nel 1870 avviene la première di Aladdin the Second nel Gaiety Theatre (Londra).
Nel 1871 avviene la prima dell'opera buffa Le trône d'Ecosse nel Théâtre des Variétés.
Nel 1873 avviene la prima di La veuve du Malabar nel Théâtre des Variétés.
Nel 1874 avviene la prima di La noce a Briochet nel Théâtre des Délassements-Comiques di Parigi e nel 1875 di Alice de Nevers e di La belle-poule nel Théâtre des Folies-Dramatiques.
Nel 1878 è Jupiter in Orphée aux Enfers diretto da Offenbach nel Théâtre de la Gaîté di Parigi.
Nel 1879 avviene la prima di La marquise des rues e il successo di Panurge nel Théâtre des Bouffes-Parisiens e La femme à papa con il libretto di Alfred Hennequin ed Albert Millaud nel Théâtre des Variétés.
Nel 1880 avviene la prima di Le voyage en Amérique nel Théâtre des Nouveautés di Parigi e di La mère des compagnons nel Théâtre des Folies-Dramatiques.
Nel 1881 completa La Roussotte di Charles Lecocq che ha la prima con successo nel Théâtre des Variétés e avviene la prima di Les deux roses nel Théâtre des Folies-Dramatiques.
Nel 1882 avviene la prima di Lili nel Théâtre des Variétés.
Nel 1883 avviene il successo di Mam'zelle Nitouche con il libretto di Henri Meilhac ed Albert Millaud nel Théâtre des Variétés di Parigi e la prima di Le vertigo nel Théâtre de la Renaissance.
Nel 1884 avviene la prima di Le cosaque nel Théâtre des Variétés e di La nuit aux soufflets nel Théâtre des Nouveautés.
Nel 1885 avviene la prima di Mam'zelle Gavroche con il libretto di Edmond Gondinet ed Ernest Blum nel Théâtre des Variétés.
Nel 1886 avviene la première di Frivoli nella traduzione di William Beatty-Kingston nel Theatre Royal Drury Lane di Londra e Fla-Fla nel Théâtre des Menus-Plaisirs di Parigi.
Nel 1887 avviene la prima di La noce à Nini nel Théâtre des Variétés.
Nel 1889 va in scena la musica per balletto Cleopatra nell'Empire Theatre di Londra.
Nel 1890 avviene la prima di Les bagatelles de la porte nel Théâtre des Menus-Plaisirs di Parigi.
Il 22 ottobre 1892 avviene la prima di Bacchanale nel Théâtre des Menus-Plaisirs.
Nel 1897 va in scena con successo la prima postuma di Le cabinet Piperlin nel Théâtre de l'Athénée di Parigi.

## Mam'zelle Nitouche
Mam'zelle Nitouche è la più famosa opera di Hervè ed è stata un successo internazionale. Ad esempio Mam'zelle nitouche va in scena nel 1943 al Grand Théâtre di Ginevra.
In Italia, con il nome di Santarellina va in scena nel 1898 al Teatro Costanzi di Roma, e nel 1900 al Teatro Reinach di Parma ed ancora nel 1921 al Teatro La Fenice di Venezia con Ines Lidelba Fronticelli ed Alfredo Orsini.
Celebre è poi la versione teatrale di Santarellina con Totò.
A più riprese sono state effettuate versioni cinematografiche:
- Santarellina , film muto diretto da Mario Caserini (1912)
- Nebántsvirág film muto ungherese  diretto da Cornelius Hintner (1918)
- Santarellina film muto diretto da Eugenio Perego (1923)
- Santarellina (Mam'zelle Nitouche), film diretto da Marc Allégret con Raimu nel ruolo di Célestin e Jean Renoir in un ruolo minore (1931)
- Mamsell Nitouche, film tedesco diretto da Karel Lamač (1931)
- Lilla helgonet, film svedese diretto da Weyler Hildebrand (1944)
- Il diavolo va in collegio , film italiano diretto da Jean Boyer (1944)
- Mosquita muerta, film argentino diretto da Luis César Amadori (1946)
- Santarellina (Mam'zelle Nitouche), film diretto da Yves Allégret con Fernandel (1954)
- Frøken Nitouche, film danese diretto da Annerisse Reenberg (1963)
- Небесные ласточки,(Nebesnye lastochki - Rondini Celesti) film sovietico diretto da Leonid Kvinikhidze (1976)
- Nitouche, film per la televisione diretto da Vito Molinari con Elisabetta Viviani, Renzo Palmer, Lauretta Masiero (1980)